# Purpose (álbum de Taeyeon)
Purpose é o segundo álbum de estúdio da cantora sul-coreana Taeyeon. O seu lançamento ocorreu em 28 de outubro de 2019 pela SM Entertainment. Contendo doze canções, o álbum inclui "Four Seasons", single número um pela Gaon Digital Chart e seu lado B, "Blue", além de dez novas faixas.

## Lançamento
Purpose contém em sua lista de faixas, canções de uma "variedade de estilos". Seu título representa "os objetivos de Taeyeon como pessoa e cantora e mostra como a música se tornou o maior objetivo e direção em sua vida".
Em 11 de outubro de 2019, um teaser em vídeo de Taeyeon em uma iluminação vermelha e segurando rosas secas foi lançado online. Em 14 de outubro, Taeyeon lançou fotos teaser para o álbum, apresentando uma "estética iluminada" de seu rosto e ombros, que foi chamada de "sensual" pelo Gulf News. A SM Entertainment originalmente definiu a data de lançamento do álbum para 22 de outubro de 2019, mas a programação promocional foi temporariamente interrompida, devido à morte de sua companheira de gravadora Sulli.

## Lista de faixas
| Purpose – Edição padrão |                         |                                 |                                                                        |                                       |         |  |
| N.º                     | Título                  | Letras                          | Música                                                                 | Arranjo                               | Duração |  |
| 1.                      | "Here I Am"             | Jo Yoon-Kyung                   | Matthew Tishler Allison Kaplan                                         | Matthew Tishler                       | 3:24    |  |
| 2.                      | "Spark" (불티; Bul-tee) | Kenzie                          | Kenzie Anne Judith Wik Ronny Svendsen                                  | Kenzie Anne Judith Wik Ronny Svendsen | 3:37    |  |
| 3.                      | "Find Me"               | Moon Hye-min                    | Mike Daley Mitchell Owens Bianca 'Blush' Atterberry                    | Mike Daley Mitchell Owens             | 4:07    |  |
| 4.                      | "Love You Like Crazy"   | Kenzie                          | Kenzie LDN Noise                                                       | LDN Noise Kenzie                      | 2:59    |  |
| 5.                      | "LOL" (하하하; Hahaha)  | ron Kang Eun-jung               | dress glowingdog Kriz 아신애                                           | dress glowingdog                      | 3:16    |  |
| 6.                      | "Better Babe"           | Kim Bu-min                      | Hitchhiker Luke R Foley Dan Whittemore Allison Victoria Pincsak        | Hitchhiker                            | 4:11    |  |
| 7.                      | "Wine"                  | Jo Yoon-Kyung                   | Robin Gosh Krysta Youngs Kim Viera David Quinones                      | Robin Gosh                            | 3:57    |  |
| 8.                      | "Do You Love Me?"       | Lee Joo-hyoung (MonoTree)       | Lee Joo-hyoung (MonoTree)                                              | Lee Joo-hyoung (MonoTree)             | 4:08    |  |
| 9.                      | "City Love"             | Ji Yu-ri (Jam Factory)          | Mike Daley Mitchell Owens Christine 'Mickey Blue' Gallagher Realmeee   | Mike Daley Mitchell Owens             | 3:38    |  |
| 10.                     | "Gravity"               | JQ Moon Ye-rin(makeumine works) | Lance Shipp Rachael Kennedy Nathalia Marshall Angel Lopez Gilde Flores | LIONCHLD Angel Lopez Gilde Flores     | 3:59    |  |
| Duração total:          | Duração total:          | Duração total:                  | Duração total:                                                         | Duração total:                        | 37:26   |  |

| Purpose – Faixas bônus da edição coreana |                               |                |                                                                                         |                                                    |         |  |
| N.º                                      | Título                        | Letras         | Música                                                                                  | Arranjo                                            | Duração |  |
| 11.                                      | "Blue"                        | Hyun Ji Won JQ | Alex Mood Mariella "Bambi" Garcia Balandina Oskar Salhin Mimmi Gyltman Rassmus Björnson | Mariella "Bambi" Garcia Balandina Rassmus Björnson | 3:32    |  |
| 12.                                      | "Four Seasons" (사계; Sa-gye) | Kenzie         | Josh Cumbee Afshin Salmani Andrew Allen Kenzie                                          | Kenzie NONFICTION (AFSHeeN & Josh Cumbee)          | 3:08    |  |
| Duração total:                           | Duração total:                | Duração total: | Duração total:                                                                          | Duração total:                                     | 44:10   |  |

## Desempenho nas paradas

### Paradas semanais
| Paradas (2019)                     | Melhor posição |
| ---------------------------------- | -------------- |
| Australian Digital Albums (ARIA)   | 23             |
| Japan Hot Albums (Billboard Japan) | 19             |
| Japão (Oricon)                     | 25             |
| Reino Unido (UK Digital Albums)    | 79             |

## Histórico de lançamento
| Região       | Data                  | Formato                    | Gravadora        | Ref.   |
| ------------ | --------------------- | -------------------------- | ---------------- | ------ |
| Mundialmente | 28 de outubro de 2019 | Download digital streaming | SM Entertainment | [ 10 ] |